# 吴大炘
吴大炘（1916年—），男，浙江杭州人，中国农业经济管理专家，曾任中国农业科学院研究员、博士生导师。